# Due padri di troppo
Due padri di troppo (Fathers' Day) è un film del 1997 diretto da Ivan Reitman. È il remake della pellicola francese del 1983 Les compères - Noi siamo tuo padre.
Le riprese del film si svolsero dall'8 luglio al 9 ottobre 1996.

## Trama
Colette va a trovare Jack, con cui in passato era stata sposata. Gli racconta di essersi risposata subito dopo la loro separazione ed ora che suo figlio Scott, di sedici anni, è scappato di casa, chiede a Jack di aiutarla perché il ragazzo potrebbe essere suo figlio. La stessa cosa racconta a Dale, con cui aveva avuto una relazione nello stesso periodo. Da punti di partenza differenti, Jack e Dale, dopo una iniziale diffidenza, decidono di impegnarsi nella ricerca di Scott. Si incontrano, stupiti di cercare la stessa persona e, sia pure diversissimi tra loro, capiscono di dover rimanere uniti per ritrovare il ragazzo e poter sciogliere il dubbio che li tormenta. Vengono a sapere che Scott sta girando la California al seguito di un gruppo rock. Dopo mille difficoltà riescono a trovarlo, a parlarci, a riportarlo a casa. Ma qui, vedendo unita la famiglia di Colette, capiscono entrambi di non essere il padre di Scott, ma di essere stati in qualche modo "usati" dalla donna che ha voluto metterli alla prova. Entrambi però guardano ora con più attenzione all'importanza della famiglia e dei figli.